# علی عرب زاده
علی عرب زاده بازیکن هراتی تیم ملی فوتسال افغانستان استکه در پست مهاجم بازی می‌کند.
عرب زاده در سال ۱۳۹۸ به همراه تیم ملی فوتسال افغانستان مقام نایب قهرمان فوتسال آسیا زیر ۲۰ سال کسب کرده‌است.عرب زاده پس از درخشش در این مسابقات به  تیم فوتسال ارژن ایران پیوست.